# Передний сегмент

1 — Склера. 2 — Сосудистая оболочка. 3 — Канал Шлемма. 4 — Корень радужки. 5 — Роговица. 6 — Радужка. 7 — Зрачок. 8 — Передняя камера глаза. 9 — Задняя камера глаза. 10 — Цилиарное тело. 11 — Хрусталик. 12 — Стекловидное тело. 13 — Сетчатка. 14 — Зрительный нерв. 15 — Зонулярные волокна.

Передний сегмент глаза — передняя треть глазного яблока, которая включает структуры, размещённые спереди стекловидного тела: роговицу, радужку, цилиарное тело, хрусталик.
Внутри переднего сегмента находится два резервуара, заполненных внутриглазной жидкостью (водянистой влагой):
- Передняя камера глаза — расположена между роговицей (эндотелием роговицы) и радужной оболочкой.
- Задняя камера глаза — расположена между радужкой и передней поверхностью стекловидного тела.

Водянистая влага участвует в обеспечении питательными веществами окружающих структур.